# Електроенергетика на България
Електроенергетиката на България е отрасъл в икономиката на България, включващ производството, преноса и разпределението на електрическа енергия.

## Производство на електроенергия
Българската енергийна система се основава предимно на невъзобновяеми енергийни източници, като въглища (ТЕЦ) и ядрено гориво (АЕЦ) от една страна, и от друга страна на възобновяеми енергийни източници, като вода, вятър и слънце. Всеки вид електроцентрала играе различна роля в общата енергийна система. АЕЦ дава най-евтината електроенергия, но пускането и спирането ѝ отнема дни. Ето защо тя работи на пълна мощност и покрива най-долната част от годишния товаров график, т.е. работи непрекъснато. Пускането на ТЕЦ отнема часове, затова те поемат следващата част от графика – пускат се и се спират при големи и продължителни увеличения или намаления на потреблението. Най-горният и най-нестабилният слой на товаровия график се поема от ВЕЦ-овете, чието въвеждане в експлоатация става за броени минути.
По данни за 2018 г. в България са произведени общо 47 тераватчаса електрическа енергия, а структурата на производството ѝ е следното:
- ТЕЦ – 40% (с въглища)
- АЕЦ – 35% (атомна електроцентрала)
- ТФЕЦ – 5% (топлофикационна електроцентрала)
- ЗТЕЦ – 2% (заводска ТЕЦ)
- ВЕИ – 16 % (възобновяеми източници, включително ВЕЦ)
- ПАВЕЦ – 2% (помпено-акумулираща ВЕЦ)

Производството и потреблението на електроенергия в България имат значителни сезонни флуктуации, като са най-високи през ноември-февруари и най-ниски през май-август. Абсолютния максимален товар през най-натоварения месец януари е с 51% по-висок от този в най-ненатоварения месец юли (2008).
| Година | ТЕЦ (%) | АЕЦ (%) | ТФЕЦ (%) | ЗгЕЦ (%) | ВЕЦ (%) | ФЕЦ (%) | ВяЕЦ (%) | ЕЦ на биомаса (%) | ЕЦ на биогаз (%) | ПАВЕЦ (%) |
| 2023   | 30,80   | 40,50   | 6,30     | 1,90     | 6,80    | 8,20    | 4,00     | 0,30              | 0,20             | 1,10      |
| 2022   | 45,40   | 32,70   | 5,00     | 1,80     | 6,70    | 4,00    | 3,00     | 0,40              | 0,20             | 0,90      |
| 2021   | 39,40   | 34,70   | 5,60     | 2,80     | 9,10    | 3,10    | 3,00     | 0,40              | 0,20             | 1,70      |
| 2020   | 33,70   | 40,80   | 6,20     | 3,00     | 6,30    | 3,60    | 3,60     | 0,40              | 0,30             | 2,00      |
| 2019   | 39,40   | 37,40   | 5,80     | 2,70     | 6,10    | 3,20    | 3,00     | 0,40              | 0,30             | 1,60      |
| 2018   | 39,90   | 34,50   | 5,10     | 2,50     | 9,30    | 3,00    | 2,90     | 0,40              | 0,30             | 2,10      |
| 2017   | 43,30   | 34,20   | 5,10     | 2,80     | 5,60    | 3,10    | 3,30     | 0,40              | 0,30             | 2,00      |
| 2016   | 40,00   | 35,00   | 5,4      | 2,8      | 7,6     | 3,1     | 3,2      | 0,40              | 0,30             | 2,4       |
| 2015   | 42,50   | 31,3    | 4,6      | 2,9      | 10,1    | 2,8     | 3,00     | 0,30              | 0,20             | 2,4       |
| 2014   | 39,50   | 33,50   | 6,00     | 4,6      | 9,5     | 2,7     | 2,8      | 0,20              | 0,10             | 1,4       |
| 2013   | 38,60   | 32,40   | 6,4      | 5,2      | 9,4     | 3,1     | 3,1      | 0,10              | 0,00             | 1,5       |
| 2012   | 43,40   | 32,40   | 5,8      | 4,6      | 6,7     | 1,7     | 2,6      | 0,00              | 0,00             | 1,8       |
| 2011   | 49,60   | 32,20   | 5,2      | 3,9      | 5,4     | 0,20    | 1,6      | 0,00              | 0,00             | 1,8       |
| 2010   | 42,90   | 32,60   | 5,2      | 5,5      | 10,6    | 0,00    | 1,5      | 0,00              | 0,00             | 1,6       |
| 2009   | 41,30   | 35,40   | 5,7      | 7,6      | 7,7     | 0,00    | 0,50     | 0,00              | 0,00             | 1,7       |

## Пренос на електроенергия
Преносът на електроенергия в България се извършва от държавното предприятие Електроенергиен системен оператор (ЕСО). Електропреносната мрежа е съставена от три свързани една с друга системи на различни напрежения – 110 kV, 220 kV и 400 kV. Към 2022 година ЕСО оперира далекопроводи на високо напрежение с обща дължина 15 384 km (65% с напрежение 110 kV, 18% на 220 kV и 17% на 400 kV), включително междусистемните връзки към съседни страни, както и 297 подстанции (включително 261 преходни към средно напрежение). Освен това в страната има няколко десетки подстанции на други оператори, главно на предприятия за производство или разпределение на електроенергия и някои големи консуматори, свързани пряко към мрежата на високо напрежение.
| Наименование             | Селище         | Област         | Напрежение, MW | Мощност, MVA | Построена | Местоположение                                                          |
| ------------------------ | -------------- | -------------- | -------------- | ------------ | --------- | ----------------------------------------------------------------------- |
| Балкан                   | Габрово        | Габрово        | 220/110/10     | 180          | 1961      | 42°51′00″ с. ш. 25°19′19.2″ и. д. / 42.85° с. ш. 25.322° и. д.          |
| Благоевград              | Церово         | Благоевград    | 400/110        |              |           | 41°57′52.55″ с. ш. 23°06′08.28″ и. д. / 41.9646° с. ш. 23.1023° и. д.   |
| Бойчиновци               | Бойчиновци     | Монтана        | 220/110/20     |              |           | 43°27′56.52″ с. ш. 23°20′21.48″ и. д. / 43.4657° с. ш. 23.3393° и. д.   |
| Бургас                   | Българово      | Бургас         | 400/110        | 500          | 1980      | 42°37′00.84″ с. ш. 27°21′23.76″ и. д. / 42.6169° с. ш. 27.3566° и. д.   |
| Варна                    | Неофит Рилски  | Варна          | 400/220        | 630          | 1987      | 43°18′53.28″ с. ш. 27°30′25.56″ и. д. / 43.3148° с. ш. 27.5071° и. д.   |
| Ветрен                   | Сестримо       | Пазарджик      | 400            |              | 1990      | 42°14′39.48″ с. ш. 23°56′06″ и. д. / 42.2443° с. ш. 23.935° и. д.       |
| Горна Оряховица          | Първомайци     | Велико Търново | 220/110/20     | 480          | 1953      | 43°08′35.15″ с. ш. 25°39′49.32″ и. д. / 43.1431° с. ш. 25.6637° и. д.   |
| Девин                    | Пловдив        | Пловдив        | 400/220/110    | 900          | 1983      | 42°06′47.48″ с. ш. 24°46′13.04″ и. д. / 42.11319° с. ш. 24.77029° и. д. |
| Добруджа                 | Суворово       | Варна          | 400/220/110    | 650          | 1958      | 43°20′03.12″ с. ш. 27°34′33.6″ и. д. / 43.3342° с. ш. 27.576° и. д.     |
| Златица                  | Златица        | Софийска       | 400/110/20     | 464          | 1992      | 42°42′15.12″ с. ш. 24°09′01.44″ и. д. / 42.7042° с. ш. 24.1504° и. д.   |
| Казичене                 | Казичене       | София          | 220/110        | 600          | 1955      | 42°38′56.75″ с. ш. 23°28′15.6″ и. д. / 42.6491° с. ш. 23.471° и. д.     |
| Карнобат                 | Карнобат       | Бургас         | 220/110/20     | 250          | 1957      | 42°39′24.44″ с. ш. 26°59′24.79″ и. д. / 42.65679° с. ш. 26.99022° и. д. |
| Мадара                   | Шумен          | Шумен          | 220/110        |              | 1974      | 43°17′04.2″ с. ш. 27°01′24.24″ и. д. / 43.2845° с. ш. 27.0234° и. д.    |
| Марица-изток             | Гълъбово       | Стара Загора   | 400/220/110    |              | 1958      | 42°07′26.76″ с. ш. 25°51′48.6″ и. д. / 42.1241° с. ш. 25.8635° и. д.    |
| Металургична             | София          | София          | 400/110/38,5   | 500          | 1989      | 42°46′42.6″ с. ш. 23°31′31.8″ и. д. / 42.7785° с. ш. 23.5255° и. д.     |
| Мизия                    | Радомирци      | Плевен         | 400/220/110    | 1210         | 1971      | 43°15′48.6″ с. ш. 24°09′53.64″ и. д. / 43.2635° с. ш. 24.1649° и. д.    |
| Образцов чифлик          | Русе           | Русе           | 220/110        | 400          | 1966      | 43°47′21.47″ с. ш. 26°01′39.72″ и. д. / 43.7893° с. ш. 26.0277° и. д.   |
| ОРУ ТЕЦ „Бобов дол“      | Големо село    | Кюстендил      | 220/110        |              |           | 42°17′09.24″ с. ш. 23°01′48″ и. д. / 42.2859° с. ш. 23.03° и. д.        |
| ОРУ ТЕЦ „Варна“          | Езерово        | Варна          | 220/110        |              | 1968      | 43°11′52.43″ с. ш. 27°45′45.36″ и. д. / 43.1979° с. ш. 27.7626° и. д.   |
| ОРУ ТЕЦ „Марица-изток 2“ | Ковачево       | Стара Загора   | 400/220/110    |              | 1989      | 42°15′23.76″ с. ш. 26°08′11.4″ и. д. / 42.2566° с. ш. 26.1365° и. д.    |
| ОРУ ТЕЦ „Марица-изток 3“ | Медникарово    | Стара Загора   | 400/220        |              | 1978      | 42°08′28.32″ с. ш. 26°00′13.68″ и. д. / 42.1412° с. ш. 26.0038° и. д.   |
| Плевен-1                 | Радомирци      | Плевен         | 220/110/20     | 492          | 1951      | 43°26′02.97″ с. ш. 24°34′40.58″ и. д. / 43.43416° с. ш. 24.57794° и. д. |
| Пловдив                  | Пловдив        | Пловдив        | 400/220/110    | 900          | 1983      | 42°06′47.48″ с. ш. 24°46′13.04″ и. д. / 42.11319° с. ш. 24.77029° и. д. |
| София-запад              | Костинброд     | Софийска       | 400/110        | 500          | 1982      | 42°50′55.32″ с. ш. 23°11′22.55″ и. д. / 42.8487° с. ш. 23.1896° и. д.   |
| София-юг                 | София          | София          | 220/110        | 580          | 1975      | 42°37′54.84″ с. ш. 23°19′50.16″ и. д. / 42.6319° с. ш. 23.3306° и. д.   |
| Стара Загора             | Стара Загора   | Стара Загора   | 220/110/20     | 250          | 1986      | 42°26′22.2″ с. ш. 25°39′58.68″ и. д. / 42.4395° с. ш. 25.6663° и. д.    |
| Столник                  | Столник        | Софийска       | 400/220/110    | 1080         | 1975      | 42°43′17.04″ с. ш. 23°37′09.84″ и. д. / 42.7214° с. ш. 23.6194° и. д.   |
| Твърдица                 | Твърдица       | Сливен         | 220/110/20     | 250          | 1961      | 42°41′28.53″ с. ш. 25°54′28.47″ и. д. / 42.69126° с. ш. 25.90791° и. д. |
| Узунджово                | Узунджово      | Хасково        | 220/110        | 400          | 1986      | 41°56′32.28″ с. ш. 25°37′12.36″ и. д. / 41.9423° с. ш. 25.6201° и. д.   |
| Царевец                  | Леденик        | Велико Търново | 400/110        | 500          | 1994      | 43°05′11.04″ с. ш. 25°32′08.52″ и. д. / 43.0864° с. ш. 25.5357° и. д.   |
| Червена могила           | Червена могила | Перник         | 400/110        | 500          | 1986      | 42°31′42.6″ с. ш. 23°00′16.56″ и. д. / 42.5285° с. ш. 23.0046° и. д.    |
| Чудомир                  | Казанлък       | Стара Загора   | 220/110/10     | 250          | 1975      | 42°36′36.75″ с. ш. 25°22′29.85″ и. д. / 42.61021° с. ш. 25.37496° и. д. |

| Електропровод | Подстанция в България | Подстанция извън България | Напрежение kV | Пресичане на границата                                                 |
| ------------- | --------------------- | ------------------------- | ------------- | ---------------------------------------------------------------------- |
| Беласица      | Петрич                | Сушица                    | 110           | 41°24′16.56″ с. ш. 22°57′42.48″ и. д. / 41.4046° с. ш. 22.9618° и. д.  |
| Връшка чука   | Кула                  | Зайчар                    | 110           | 43°54′10.44″ с. ш. 22°23′31.2″ и. д. / 43.9029° с. ш. 22.392° и. д.    |
| Дружба        | Добруджа              | Рахман                    | 400           | 44°00′25.2″ с. ш. 27°55′05.16″ и. д. / 44.007° с. ш. 27.9181° и. д.    |
| Ерма          | Брезник               | Върла                     | 110           | 42°47′39.84″ с. ш. 22°27′13.68″ и. д. / 42.7944° с. ш. 22.4538° и. д.  |
| Нишава        | София-запад           | Ниш                       | 400           | 43°03′11.16″ с. ш. 22°54′18.21″ и. д. / 43.0531° с. ш. 22.90506° и. д. |
| Одрин         | ТЕЦ „Марица-изток 3“  | Хамитабат                 | 400           | 41°44′08.16″ с. ш. 26°19′46.92″ и. д. / 41.7356° с. ш. 26.3297° и. д.  |
| Пирин         | Благоевград           | Солун                     | 400           | 41°23′57.47″ с. ш. 23°18′35.64″ и. д. / 41.3993° с. ш. 23.3099° и. д.  |
| Руен          | Червена могила        | Щип                       | 400           | 42°13′34.32″ с. ш. 22°27′24.12″ и. д. / 42.2262° с. ш. 22.4567° и. д.  |
| Сакар         | ТЕЦ „Марица-изток 3“  | Хамитабат                 | 400           | 41°44′08.16″ с. ш. 26°19′46.92″ и. д. / 41.7356° с. ш. 26.3297° и. д.  |
| Страцин       | Скакавица             | Крива паланка             | 110           | 42°13′34.32″ с. ш. 22°27′24.12″ и. д. / 42.2262° с. ш. 22.4567° и. д.  |
| Съединение    | Варна                 | Ступина                   | 400           | 44°00′25.2″ с. ш. 27°55′05.16″ и. д. / 44.007° с. ш. 27.9181° и. д.    |
| Цънцарени 1   | АЕЦ „Козлодуй“        | Цънцарени                 | 400           | 43°47′43.44″ с. ш. 23°38′52.44″ и. д. / 43.7954° с. ш. 23.6479° и. д.  |
| Цънцарени 2   | АЕЦ „Козлодуй“        | Цънцарени                 | 400           | 43°47′43.44″ с. ш. 23°38′52.44″ и. д. / 43.7954° с. ш. 23.6479° и. д.  |

## Търговия с електроенергия
Търговията с електроенергия в България е регулирана от Комисията за енергийно и водно регулиране (КЕВР). Тя се извършва в два обособени сегмента – с регулирани и със свободни цени, организирани на различен принцип: на пазара с регулирани цени търговията се извършва по цени, предварително определени от КЕВР за общ микс от източници на енергия, и страните нямат задължение за балансиране на производство и потребление, докато на пазара със свободни цени те се договарят свободно между доставчици и потребители, като производство и потребление трябва да се балансират.
Към 2018 година 38% от потреблението преминава през сегмента с регулирани цени. От 2021 година всички стопански потребители са длъжни да използват пазара със свободни цени, докато домакинствата могат да избират пазарен сегмент, като повечето от тях използват пазара с регулирани цени.
КЕВР има регулационни функции и в двата пазарни сегмента, в които определя цените на услугите по пренос и разпределение на електроенергия, както и допълнителни такси (зелена енергия, кафява енергия, невъзстановяеми разходи). Комисията определя и технически показатели за качество, които трябва да спазват доставчиците на различни услуги – енергия за собствени нужди в електроцентралите, загуби при преноса и трансформацията на енергия, качеството на обслужване на клиентите.
На пазара с регулирани цени централна роля играе обществения доставчик (Националната електрическа компания), който има задължение да поддържа доставките при определените от КЕВР условия, включително балансирайки потреблението и производството. КЕВР определя квотите за производство и цените на производителите към обществения доставчик, както и цените на обществения доставчик към крайните снабдители.
Важна роля на пазара играе и Електроенергийният системен оператор, който осигурява връзката между регулирания и либерализирания сектори. Той администрира пазара на едро и балансира потреблението и потреблението, включително при отклонения в прогнозните графици на свободния пазар.

## История

### Ранно развитие
Производството на електроенергия в България датира от края на XIX век. За начало на електрификацията на България се смята 1 юли (стар стил) 1879 година, когато по повод посрещането на новоизбрания княз Александър I Български е поставено електрическо осветление на Княжеския дворец и Градската градина в София.
Първата постоянна електроцентрала в страната е парна, инсталирана през 1888 година за осветление на гайтанджийската фабрика „Успех“ в Габрово, последвана през 1889 година от подобна инсталация в тъкачната фабрика „Розова долина“ в Казанлък. Първата водноелектрическа централа е генератор с мощност 35 конски сили, внесен през 1891 година от Германия и инсталиран в Габрово от местния индустриалец Иван Хаджиберов, който също го използва за осветление на своята тъкачна фабрика. През 1892 година осветление с парен генератор е монтирано на първото Земеделско-промишлено изложение в Пловдив, а през 1893 година са инсталирани парни електроцентрали за двореца „Евксиноград“ (50 kW) при Варна и за Бирената фабрика в Шумен.
Проучванията за публично улично осветление в София започват през 1884 година, но се забавят, заради технически и организационни неуредици. Започнатото през 1892 година строителство на ВЕЦ „Бояна“ е спряно, заради недостатъчни водни количества. През 1893 – 1895 година са електрифицирани няколко обществени сгради с използването на парни генератори, най-големият от които, с мощност 160 kW, е на Княжеския дворец. През 1900 година градското осветление е захранено от ВЕЦ „Панчарево“ (344 kW), първата електроцентрала за обществено електроснабдяване в страната. Свои парни централи изграждат телеграфната служба (30 kW) и трамвайната мрежа (след няколко разширения към 1917 година мощността достига 3000 kW).
Първата топлоелектрическа централа с мощност 50 kW е пусната в експлоатация през 1899 година в Перник.
През следващите години редица градове изграждат електрическо улично осветление, използвайки местни електроцентрали – през 1912 година в Лом и Голинци, първото електрифицирано село в България (200 kW от дизелова централа), през 1914 година Варна (780 kW от дизелова централа) и Казанлък (480 kW от ВЕЦ „Енина“), през 1917 година Русе (780 kW от дизелова централа) и Габрово (от изградени по-рано водни централи за частно ползване).
Годишното производство на електроенергия през 1913 година е 20 GWh или 2,2 kWh на глава от населението (70 пъти по-малко отколкото в Съединените щати). Инсталираните мощности към 1918 година са 16 MW в 10 парни, 5 водни и 4 дизелови електроцентрали.

### Междувоенен период
В Междувоенния период продължава изграждането на нови производствени мощности, като някои от тях са предназначени за захранване на по-далечни обекти, поради което се изграждат и първите електропреносни трасета. За първи път това става във връзка с изграждането от „Гранитоид“ на Каскада „Рила“, която трябва да захранва циментовия им завод в Батановци, но също и градовете Дупница, Перник и София. За тази цел през 1926 година край София е пусната в действие първата подстанция в България – „Орион“, преобразуваща високото напрежение на далекопровода – първоначално 35 kV, малко по-късно увеличено на 60 kV – до използваните от разпределителната мрежа 15 kV.
През 1927 година е пусната още една подстанция в София – „Мария Луиза“ – свързана с новопостроения ТЕЦ „Курило“ (15 MW), най-мощната електроцентрала в Междувоенния период. През следващите години в страната са изградени още 13 подстанции на 60 kV или 35 kV, обикновено във връзка с пускането на нови електроцентрали с регионална консумация, като ВЕЦ „Въча“ (7 MW, най-голямата ВЕЦ за периода), ТЕЦ „Пловдив“ и ТЕЦ „Марица“. През 1944 година е завършен електропровод на 60 kV, пресичащ Стара планина и свързващ производствата в Южна България с Габрово и Горна Оряховица.
В средата на XX век мощността на електроцентралите им достига 111 MW. Тези електроцентрали снабдяват 13% от населените места в страната, в които живеят 40% от населението. Годишното производство през 1939 година е 266 MWh или 42 kWh/жител. За сравнение, по това време средното производство в света е средно 230 kWh/човек, а в най-развитите европейски държави 500 – 800 kWh/човек. Към 1944 година дължината на преносната мрежа е около 650 km (74% на 60 kW, а останалите на 35 kV).

### Следвоенна индустриализация
През 1940 – 1941 година правителството разработва и утвърждава идеен план за изграждане на национална електрификационна система за периода до 1960 година. В него са определени унифицирани напрежения, основни трасета на електропроводи и местоположения на подстанции – електропреносна мрежа на 110 kV, включваща затворен пръстен, и разпределителни мрежи на 20 и 0,4 kV. Установилият се през 40-те години тоталитарен комунистически режим има за свой приоритет индустриализацията на страната, в частност електрификацията, като планът от 1941 година е изпълнен малко по-бързо и през 1955 година е утвърден нов план за развитие на електроенергетиката.
За този период е характерна концентрацията на производствени мощности в Южна България, което затруднява снабдяването на Северна България. По тази причина през 1949 година е изградена първата международна връзка на електропреносната мрежа – на 60 kV между Гюргево и Русе, която трябва да подобри електроснабдяването в района на Русе.
ТЕЦ София се строи през 1949 г., за да снабдява столицата с електроенергия; през 1955 г., той започва да снабдява и топлинна енергия.
С развиването на национална система се унифицират използваните в различни части от мрежата напрежения. До края на 60-те години всички разпределителни мрежи са реорганизирани, така че да използват еднакво средно напрежение – 20 kV. Електропреносните мрежи постепенно се преоборудват за по-високи напрежения – до края на 70-те години линиите на 35 kV и 60 kV са изцяло заменени с линни на 110 kV. За някои трасета се въвеждат и по-високи напрежения – 220 kV и 400 kV. Към 1985 година преносната мрежа има дължина над 11 хиляди km (67% на 110 kV, 20% на 220 kV и 13% на 400 kV).
Активното увеличаване на обхвата на елекроразпределителната мрежа завършва в края на 70-те години, когато електрифицирани са 97,9% от селищата, в които живеят 99,9% от населението. Към 1975 година мрежите на средно напрежение са с дължина 57 хиляди km, а на ниско – 63 хиляди km с около 32 хиляди трафопоста.
През 1982 г. в страната има в изправност 234 електроцентрали с общ капацитет 9499 МВт и общо годишно производство 40 135 000 МВтч (152 пъти повече отколкото през 1939 г.). От тези, 140 са ТЕЦ-ове (с общ капацитет 5844 МВт и годишно производство 26 660 000 МВтч), 87 – ВЕЦ-ове (1895 МВт – 3 049 000 МВтч) и един АЕЦ – Козлодуй (1700 МВт – 18 746 000 МВтч). Общото производство се равнява на 4.5 МВтч на глава от населението. От общата произведена електроенергия, 2 711 000 МВтч се изнасят общо през 1982 г. за Турция, Югославия и Гърция.

### Преструктуриране от края на XX век
След началото на Дълговата криза в средата на 80-те години и последвалия срив на комунистическия режим икономиката на страната и електроенергетиката преминават през дълбоко преструктуриране. До 2005 година потреблението на електроенергия намалява, след което започва отново да нараства, като намалялата енергоемкост на промишлеността се компенсира от нарастващото битово потребление.
През този период продължава развитието на електропреносната мрежа, като се увеличават и дължините, и напреженията на линиите. Към 2005 година дължината на мрежата на високо напрежение е 14 610 km (с 21% повече от 1990 година).
Към 2010 година действат 591 електроцентрали – 1 АЕЦ, 47 ТЕЦ, 211 ВЕЦ, 237 вятърни и 95 фотоволтаични централи – като производството на електроенергия е 46,3 млн. MWh (2,4 пъти повече, отколкото през 1970 година).